# Capraia (archipel toscan)
Pour les articles homonymes, voir Capraia.
Ne pas confondre avec l'île de Capraia située dans les îles Tremiti
Capraia est une des îles de l'archipel toscan en mer Tyrrhénienne, entre la côte italienne et la Corse. Sa superficie est de 19 km2 et sa population de 335 habitants (les Capraiesi). Rattachée à la  province de Livourne, elle ne compte qu'une commune, Capraia Isola.

## Géographie

### Description
D'origine volcanique, c'est la troisième plus grande île de l'archipel toscan après l'île d'Elbe et l'île de Giglio. Elle est située à 64 km au sud-ouest de Livourne, à 31 km à l'est de la Corse et à 37 km au sud de l'île de Gorgone.
Capraia a été fermée au public jusqu'en 1986 à cause de la présence d'une colonie pénitentiaire. Ses chemins muletiers sont prisés par les randonneurs et son maquis abrite une faune exceptionnelle, avec, entre autres, des mouflons et des colonies de cormorans huppés. L’île est très sauvage et renferme de magnifiques paysages méditerranéens. L'accès aux 19 km2 de l'île reste limité en raison de la protection du site.
L'île fait actuellement partie du Parc national de l'archipel toscan composé des sept îles de l'archipel toutes situées en mer Tyrrhénienne.

### Géologie
C'est une île volcanique dont les roches magmatiques se sont formées durant le Miocène. Le magmatisme est calco-alcalin shoshonitique. Ce serait donc dû à la subduction de la plaque tectonique africaine sous la plaque Eurasienne. Au nord de l'île se trouvent les îlots de Formiche di Capraia.

## Accès
Capraia  est reliée par voie maritime au port de Livourne (Compagnie Toremar) et également au port de Bastia en Corse.

## Histoire

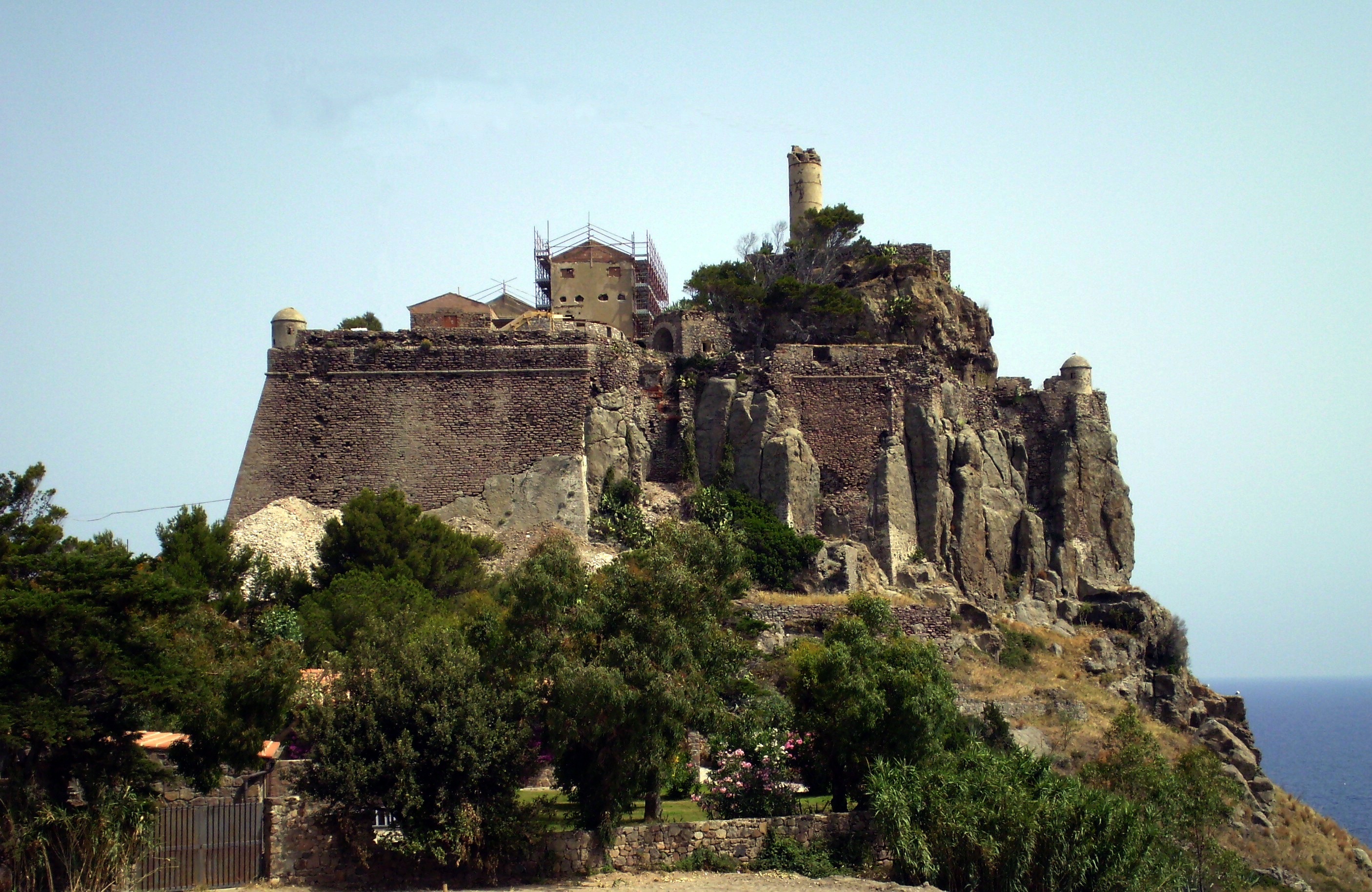
le fort San Giorgio.

L'origine du nom de l'île est encore inexpliquée, mais deux hypothèses sont présentées. Anciennement appelée Aegylon, (Αηγυλον) par les Grecs, son nom dériverait de l'étrusque carpa (pierre) par le grec archaïque Kalpe (pierre sépulcrale). Les Romains l'appelaient l'île Caprāria, son nom se transformant peut-être alors pour refléter la présence de chèvres sauvages (en grec: capros κάπρος, chèvre ).
Au IVe siècle, elle est un refuge pour les cénobites.
 Saint Aygulf (Aigulphe de Lérins),  abbé de Lérins y mourut le 3 septembre 675 ou 676.
En 1055, l'île est conquise par les Sarrasins. Quelque temps après, le Saint-Siège revendique ses droits de suzeraineté et envoie des seigneurs pisans les chasser. En 1146, les Arabes d'Espagne réapparaissaient sur les côtes d'Italie ; huit ans après, ils semaient la terreur dans la mer de Sardaigne et obligeaient les Génois et les Pisans à entretenir des armements considérables. La lutte restait indécise, car, en 1150, la commune de Pise signait avec le roi almoravide de Valence une trêve de dix ans, pendant lesquels les musulmans s'engageaient à admettre librement les vaisseaux Pisans dans tous les ports de leurs États et particulièrement dans les îles de Corse, de Sardaigne, de Capraia, d'Elbe, de Pianosa et de Montecristo.
Dominée par les Pisans vers la fin du XIIe siècle, Capraia passe définitivement dans l'orbite génoise après la bataille navale de la Meloria. Le 6 août 1284, à la Meloria au large de Livourne, Enricoi da Mare (fils d'Ansaldo coseigneur de Rogliano, amiral de Gênes), défait la marine pisane. Pise est ruinée. Dans cette bataille, elle perd 35 galères. 5 000 hommes sont tués et 10 000 sont faits prisonniers.
Capraia fera partie des fiefs da Mare jusqu'en 1507, date à laquelle, profitant d'un différend opposant Giacomo-Santo 1er et les Capraiais qui s'estimaient trop imposés, Gênes annexe l'île.
En 1540, pour mieux contrôler la piraterie (conséquence de la prise de Constantinople par les Turcs en 1453, les Barbaresques commencent à razzier les côtes méditerranéennes), Gênes fait édifier des ouvrages de défense : une forteresse ainsi que trois tours côtières.
Liée administrativement à la Corse, elle est occupée brièvement par les troupes de  Pascal Paoli en 1767. Elle reste dans le giron génois, même sous l'administration française lors du traité de Versailles en 1768. Après l'annexion de l'ex-république de Gênes au royaume de Sardaigne, au congrès de Vienne en 1814, et à la proclamation du royaume d'Italie, elle fait partie de la province de Gênes jusqu'au 15 novembre 1925, quand le décret royal n. 2111, la place dans la province de Livourne ; pour l'Église catholique, elle reste dans l'archidiocèse de Gênes jusqu'au 1er janvier 1977.

## Lieux et monuments

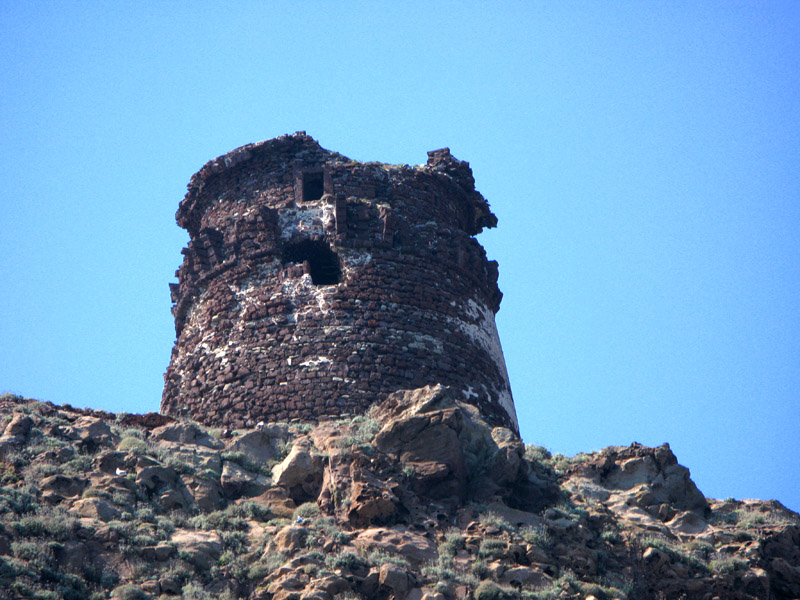
Torre dello Zenobito au-dessus de Cala Rossa.

- Forte di San Giorgio et Torretta del Bagno situés au sud de Capraia ;
- Torre del Porto (1541), dominant le port de Capraia ;
- Torre dello Zenobito (1545), située à l'extrême sud de l'île ; cette tour doit son nom à la présence, au Moyen Âge, d'un monastère cénobite à proximité.
- Torre delle Barbici (1699) ;
- Site de la Cala Rossa, à l'extrême sud de l'île.
- Sémaphore de Monte Arpagna désaffecté.

## Galerie

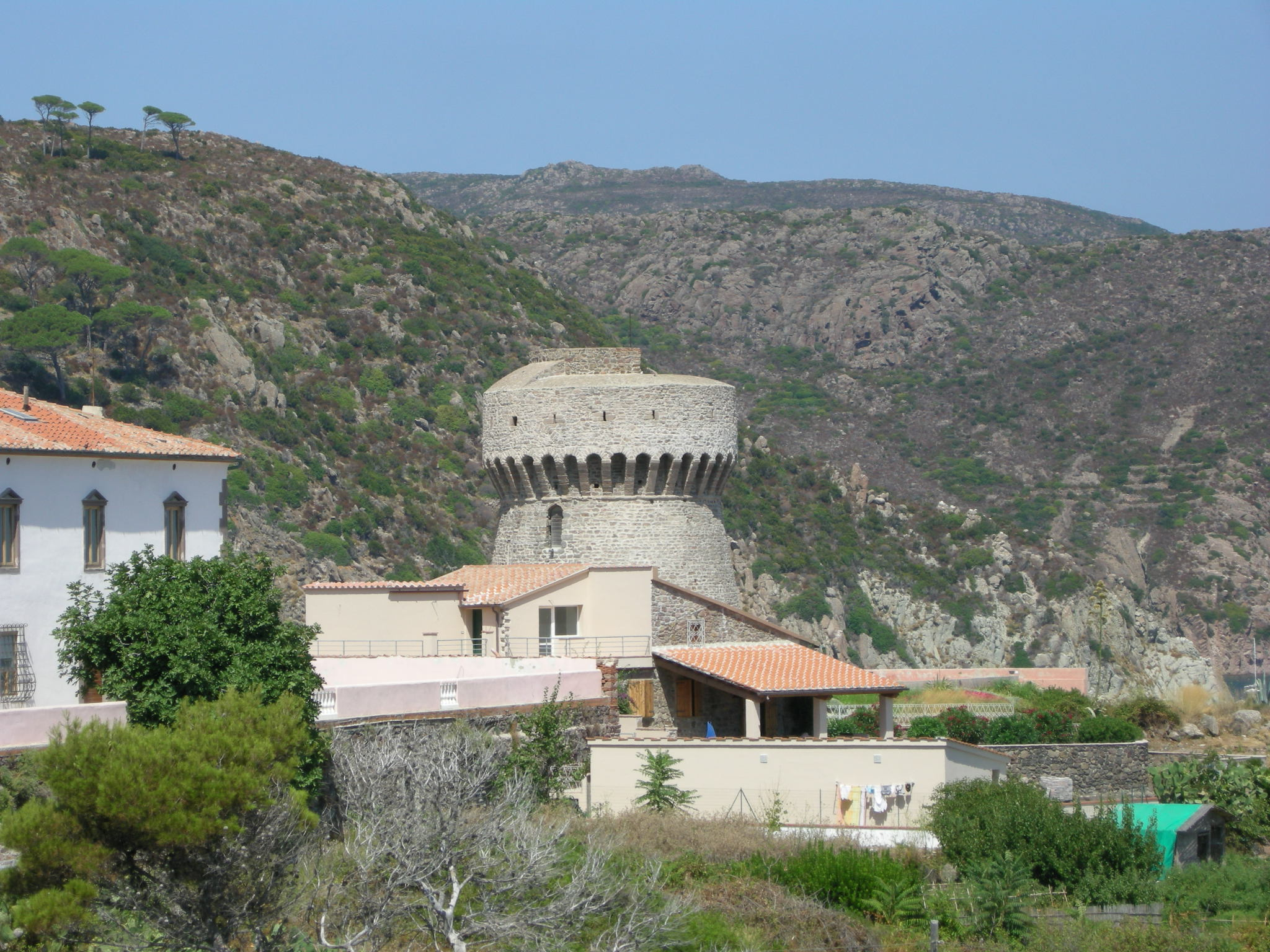
Torre del porto.
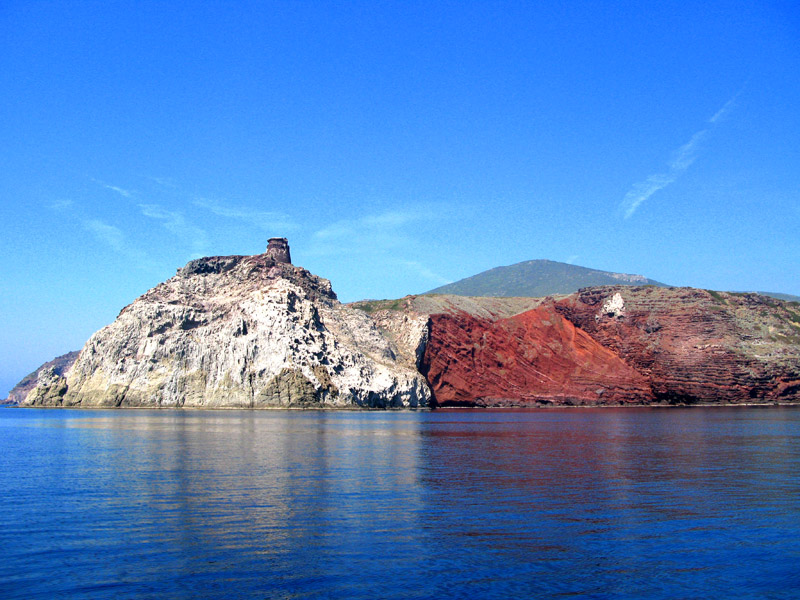
la Cala Rossa.
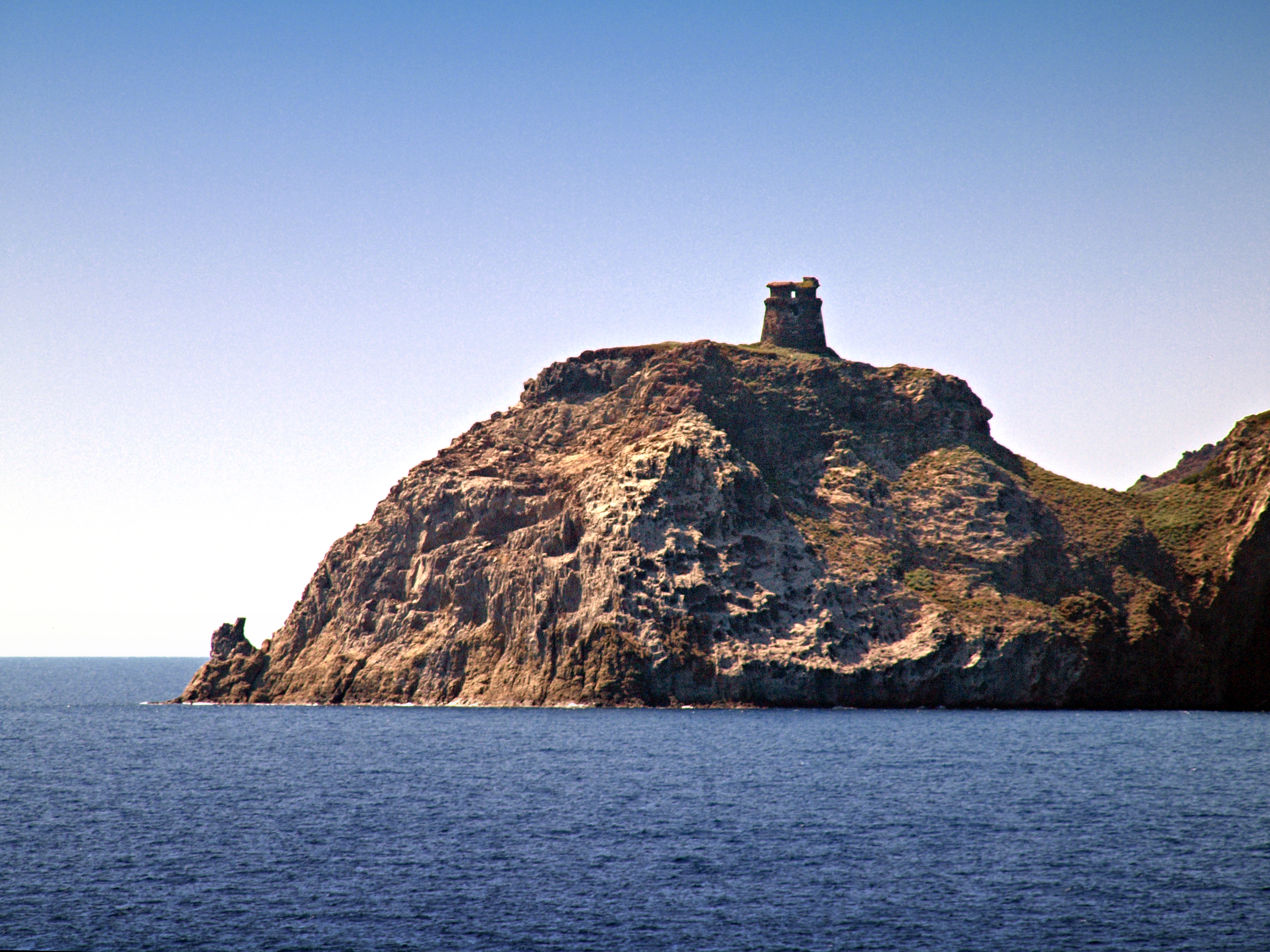
Torre dello Zenobito.
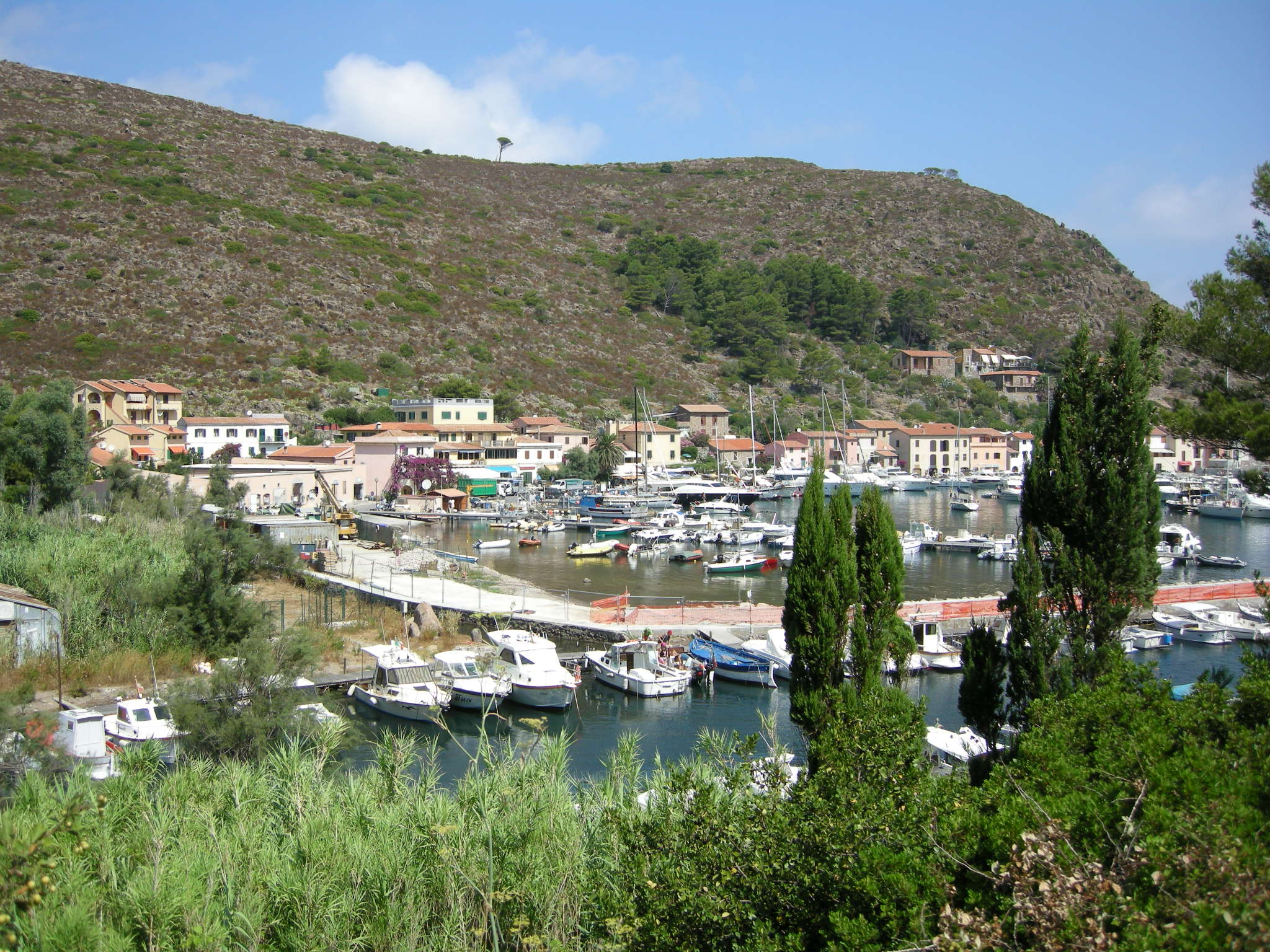
Le port.
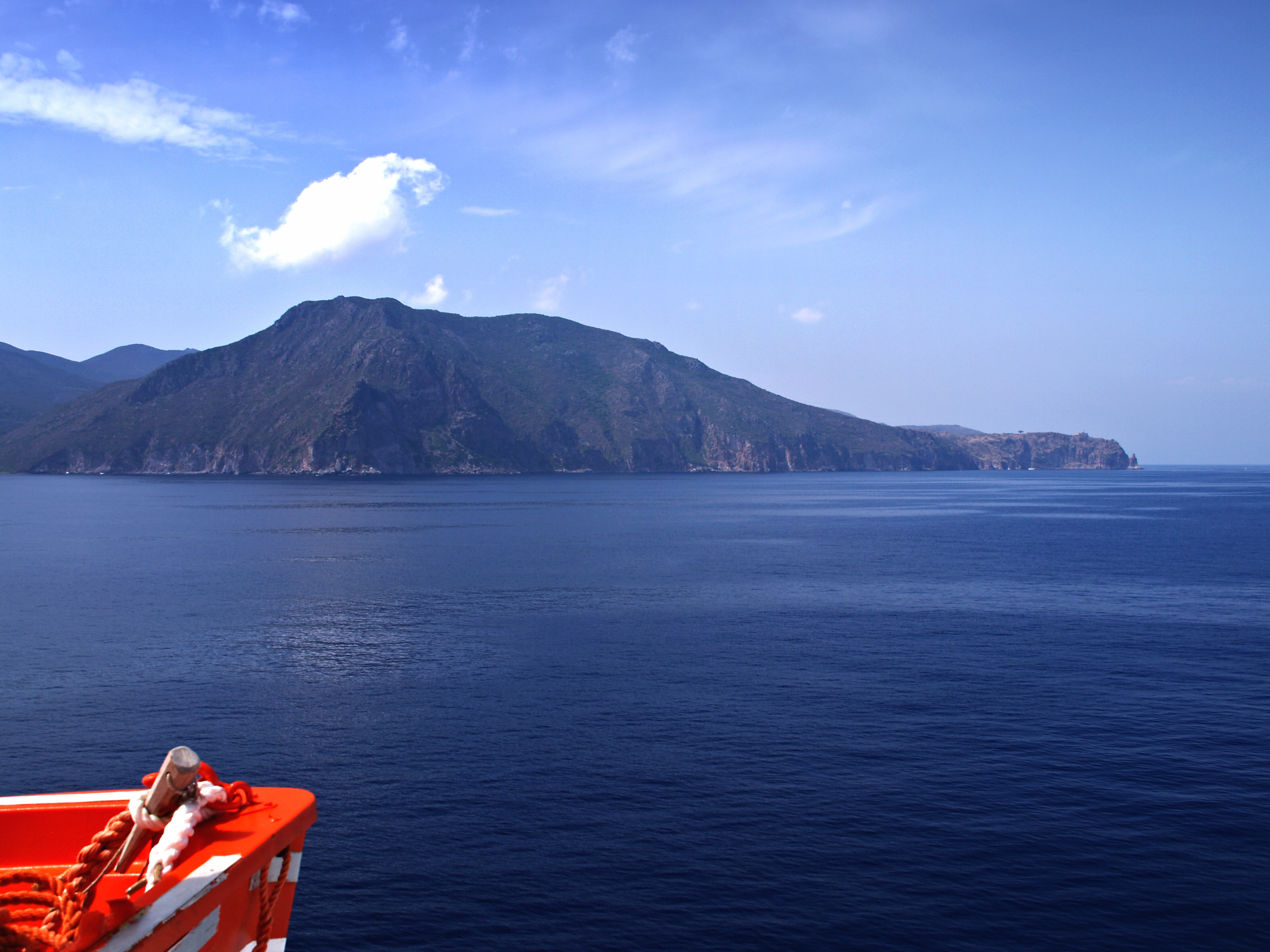
Vue du sud de l'île.
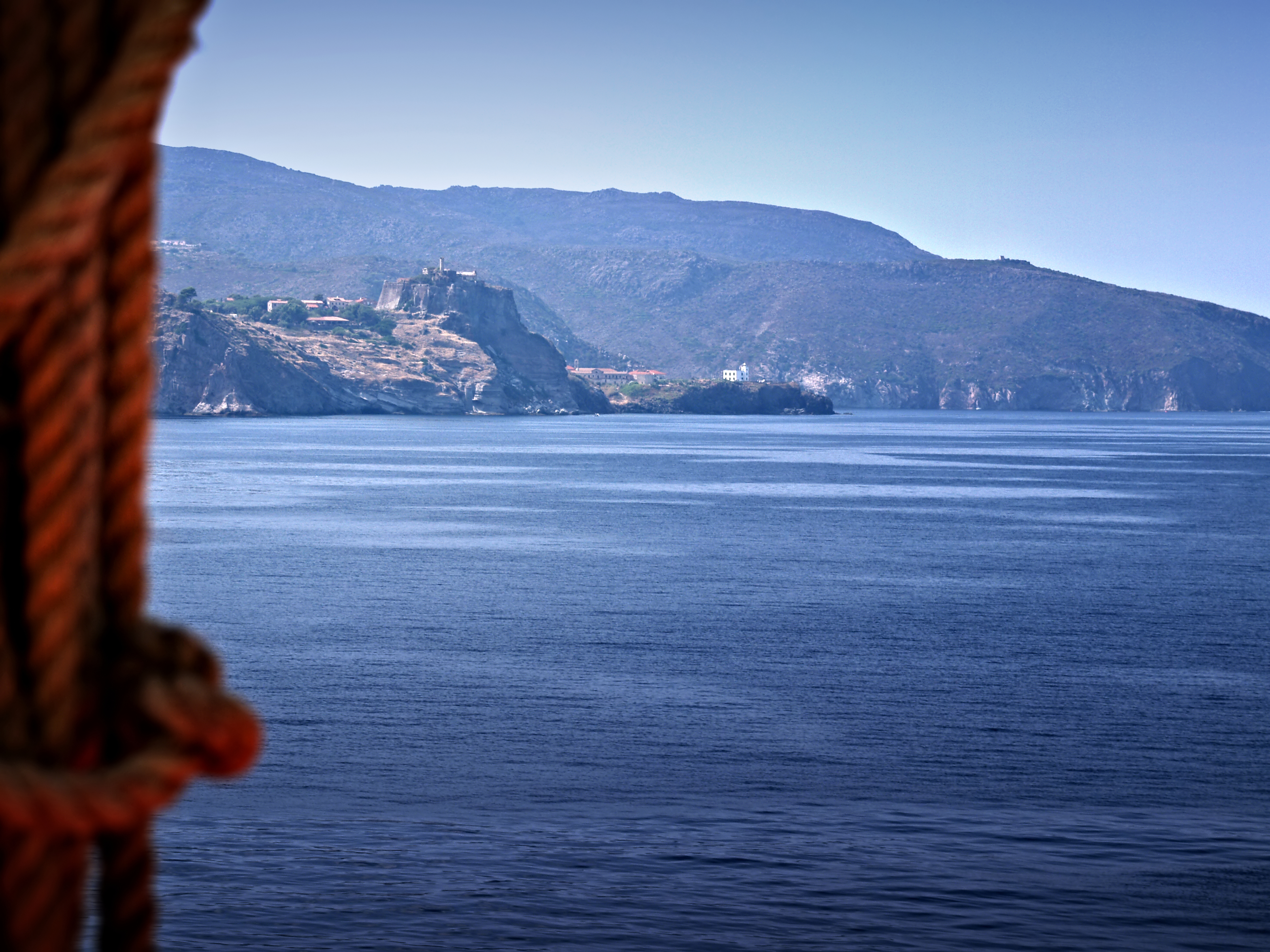
Vue de la côte est de l'île.